# Michael Palmer (pisarz)
Michael Stephen Palmer (ur. 9 października 1942 w Springfield, zm. 30 października 2013 w Nowym Jorku) – amerykański pisarz, autor thrillerów medycznych. Jego książki zostały przetłumaczone na 35 języków i wydane w ponad 40 krajach świata. Większość z nich trafiła na listy bestsellerów.

## Życiorys
Podobnie jak jego najpopularniejsi konkurenci po piórze, Tess Gerritsen i Robin Cook, był z wykształcenia lekarzem z ponad dwudziestoletnią praktyką. Początkowo pracował jako internista w szpitalach w Bostonie i Massachusetts, zajmował się także leczeniem uzależnień.
Oficjalnie zadebiutował książką Siostrzyczki, choć pierwszą, jaką napisał, była Recepta Coreya, która de facto nigdy nie została wydana po angielsku. Jedna z jego najbardziej znanych powieści – Krytyczna terapia, została kilka lat temu sfilmowana. W rolach głównych adaptacji pod tym samym tytułem zagrali Hugh Grant i Gene Hackman.
Palmer zmarł w środę 30 października 2013 na skutek powikłań po zawale serca i udarze mózgu.

## Twórczość
- Recepta Coreya (Corey prescription, 1979)
- Siostrzyczki (The Sisterhood, 1982)
- Efekty uboczne (Side Effects, 1984)
- Przebłyski pamięci (Flashback,1988)
- Krytyczna terapia (Extreme Measures, 1991)
- Z przyczyn naturalnych (Natural Causes, 1994)
- Cicha kuracja (Silent Treatment, 1995)
- Ostry dyżur (Critical Judgment, 1996)
- Eksperyment (Miracle Cure, 1998)
- Pacjent (The Patient, 2000)
- Szczepionka (Fatal, 2002)
- Stowarzyszenie Hipokratesa (The Society, 2004)
- Piąta fiolka (The Fifth Vial, 2007)
- Pierwszy Pacjent (The First Patient, 2008)
- Druga diagnoza (The Second Opinion, 2009)
- Ostatni chirurg (The Last Surgeon, 2010)
- Jedno uderzenie serca (A Heartbeat Away, 2011)
- Przysięga (Oath of Office, 2012)
- Polityczne samobójstwo (Political Suicide, 2013)
- Odporny (Resistant, 2014)

Zbiór opowiadań
- Natural Suspect (2001) (pozostali autorzy:  William Bernhardt, Leslie Glass, Gini Hartzmark, John Katzenbach, John Lescroart, Bonnie MacDougal, Phillip Margolin, Brad Meltzer, Lisa Scottoline i Laurence Shames)